# 용곡중학교 (서울)
용곡중학교(龍谷中學校)는 대한민국 서울특별시 광진구 중곡동에 위치한 공립 중학교이다.

## 학교 연혁
- 1982년 12월 9일 : 용곡여자중학교 설립 인가
- 1983년 3월 1일 : 초대 김철연 교장 취임
- 1984년 1월 17일 : 용곡중학교로 교명 변경
- 1986년 2월 13일 : 제1회 졸업식 (여학생 1,179명)
- 2010년 11월 25일 : 그린스쿨 및 청솔관 개관
- 2019년 9월 1일 : 제14대 강수환 교장 부임
- 2022년 1월 6일 : 제37회 졸업식(209명, 총 누적 인원 20,421명)
- 2022년 3월 2일 : 입학식(216명)

## 참고 자료
- 용곡중학교 - 한국교육학술정보원 학교알리미